# Rökridå

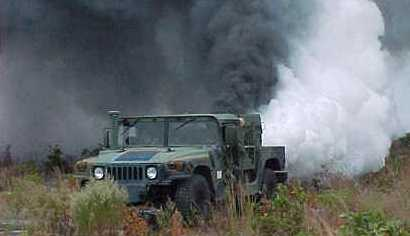
Rökridå skapad av ett militärfordon

Rökridå är en på artificiellt sätt skapad rök, konstgjord dimma, på stridsfältet för att skyla verksamhet. Färgad rök kan utnyttjas som signalmedel. 
Röken kan bland annat genereras genom att diesel sprutas ut som ett tunt moln inne i avgasröret på ett stridsfordon eller från ett fartyg. Rökridån kan även genereras med hjälp av fosfor och spridas med hjälp av rökgranater.
Begreppet rökridå har med tiden också fått en bildlig betydelse, om något som tjänar till att dölja.
Den betydelsen är i svenska språket första gången noterad 1931. Den anges införlivad som metafor efter att ha använts i Göteborgs Handels- och Sjöfartstidning 1944, "Bakom talesättens rökridå ha polisstatens metoder blommat".